# Психогигиена
Психогигие́на — наука о сохранении и достижении психического здоровья, составная часть гигиены.

## История
Этот термин был введён в 1900 году немецким психиатром Робертом Зоммером (1864—1937), который основал в 1896 году психиатрическую клинику в городе Гиссене. Однако термин получил большее признание только благодаря усилиям Клиффорда Уиттингема Бирса, направленным на улучшение ситуации с психически больными: «начало современной психогигиены было закреплено в литературе с появлением книги Клиффорда У. Бирса (США) „Разум, который нашёл себя“». Книга Бирса основывалась на его собственном опыте в качестве пациента.
Основные задачи психогигиены, постулированные К. У. Бирсом и Адольфом Мейером в 1908 году, таковы:
1. Забота о сохранении психического здоровья, профилактика психических и нервных заболеваний и дефектных состояний;
2. Улучшение лечения психически больных и ухода за ними;
3. Разъяснение значения психических аномалий для проблем воспитания, экономической жизни, преступности и вообще человеческого поведения.

Эти задачи должны выполняться посредством социального обеспечения и взаимодействия с общественными и частными благотворительными организациями.
В 1909 году Бирс основал Национальный комитет психической гигиены, чтобы продолжать свою реформу лечения психически больных людей. В 1913 году он основал Клинику Клиффорда У. Бирса в Нью-Хейвене.
В 1924 году немецким психиатром Р. Зоммером была основана Немецкая ассоциация психогигиены. 20 сентября 1928 года в Гамбурге прошёл первый съезд Немецкой ассоциации психической гигиены.
Первый Международный конгресс по психической гигиене состоялся в мае 1930 года в Вашингтоне, округ Колумбия.
Идея психогигиены, именуемой также психической гигиеной, сыграла свою роль в гетто Терезин (Ghetto Theresienstadt) / концлагере Терезиенштадт, где венский врач и основатель экзистенциального анализа Виктор Франкл создал «Отдел психогигиены» — своего рода вмешательство в кризисных ситуациях. Большинство прибывших были неподготовлены и, следовательно, шокированы тем, с чем они столкнулись в Терезиенштадте. Франкл исходил из того, что при соответствующей помощи шансы на выживание будут выше, и попросил о сотрудничестве Регину Йонас. Её задача состояла в приёме вновь прибывших. Кроме того, в этих условиях она продолжала также свою преподавательскую и проповедническую деятельность.
Заключённый в Терезиенштадт философ Эмиль Утиц также использовал это понятие; уже 24 ноября 1942 года он сделал там доклад под названием «Гигиена души в Терезиенштадте».
Генрих Менг, который в 1929 году стал одним из основателей Франкфуртского психоаналитического института, после роспуска института в 1933 году, по предложению швейцарского воспитательного учреждения отправился в Базель, чтобы там совершенствоваться в области педагогики и психогигиены. Уже через 4 года он стал преподавателем Базельского университета, а в 1945 году был приглашён на специально созданную для него первую в Европе кафедру психогигиены.
Здесь Менг создал в послевоенные годы научно-исследовательский центр, который посещали учёные со всего мира. При щедрой поддержке швейцарских издательств он создал научную библиотеку психогигиены. Одновременно были основаны в Швейцарии и в других странах общества психогигиены, которые посвящали себя разнообразным, преимущественно практическим задачам охраны психического здоровья.

## Задачи психогигиены
К. Мирке видит три уровня психогигиены:
- превентивная психогигиена имеет своей целью сохранение здоровья человека и общества;
- реститутивная психогигиена пытается заблаговременно принять восстановительные и корректирующие меры в жизненных кризисах или конфликтных ситуациях;
- лечебная психогигиена берёт на себя уже существующие ограничения, чтобы исцелять их клиническими или психотерапевтическими методами.

Э. Шомбург формулирует следующие основные потребности жизни:
1. Любовь,
2. Безопасность,
3. Признание, утверждение, чувство успеха,
4. Пространство для свободной, творческой деятельности,
5. Опыт позитивных воспоминаний,
6. Самоуважение.

Психогигиена нацелена на удовлетворение этих основных потребностей.